# Шахматистки (картина Лавери)
«Шахматистки» (англ. «The Chess Players») — одна из наиболее известных картин ирландского художника Джона Лавери. Первоначально создавалась художником как эскиз к большой картине «Семья Говарда де Уолдена», изображает двух дочерей заказчика, играющих в шахматы.

## История картины и её судьба

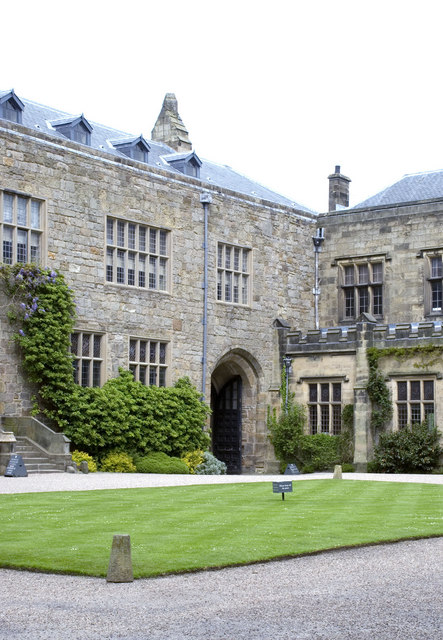
Замок Чирк, где происходит действие картины

В 1929 году Джон Лавери получил заказ нарисовать «портретный интерьер» Томаса Эвелин Скотта-Эллиса, 8-го барона Говарда де Уолдена, и его семьи в замке Чирк в Денбишире. Томас Эвелин Скотт-Эллис родился в 1880 году. Он получил образование в Итонском колледже и Королевской Военной академии в Вулидже. Томас Эвелин Скотт-Эллис участвовал в англо-бурской войне, а затем — в Первой мировой войне. Он покровительствовал валлийским и лондонским драматургам и музыкантам. Скотт-Эллис сам был незаурядным писателем, известность получили его литературные обработки валлийского фольклора и легенд о короле Артуре. Также ему принадлежали несколько исследований по истории средневековой Британии, за которые ему была присвоена почётная учёная степень доктора наук Уэльского университета. Он стал президентом Национального музея Уэльса и директором Национальной библиотеки Уэльса. В 1938 он был избран членом правления Галереи Тейт.
Процессу создания картины мешали родственники барона, которые пытались занять место перед художником в центре комнаты, надеясь быть включёнными в картину. Тем не менее, они были полностью исключены из композиции полотна по настоянию леди Говард де Уолден, которая потребовала от художника изобразить только членов её семьи.
В итоге на картине «Семья Говарда де Уолдена» (англ. «The Howard de Walden Family») (NT 1171535, масляная живопись по холсту, её обычно осторожно датируют 1929—1941 годами, она находится в замке Чирк) изображена только вся многочисленная семья барона, включающая супругов и их шесть детей. Две дочери и супруга музицируют (фортепиано, альт, виолончель), сам он (сидит на подоконнике, закинув ногу на ногу) со старшим сыном Джоном (который держит в руке теннисную ракетку, опираясь на неё) беседует у окна. Ещё одна дочь барона стоит в центре картины, пристально глядя на зрителя. Две дочери играют в шахматы на ковре. Ни одна из них не смотрит на доску. Одна девушка оборачивается на отца, другая рассматривает снятые с доски фигуры. На шахматной доске присутствуют четыре плохо различимые фигуры.
Внучка барона так описывет эту картину:

«Я смотрю на картину, написанную в 1930 году. На переднем плане две худенькие девочки-подростки стоят на коленях на полу, играя в шахматы. Это сестры моей матери, Генор и Пип. За ними рядом с камином моя бабушка сидит за фортепиано, подбородок её высоко поднят. Бронвен, её старшая дочь, известная как „красотка“, играет на альте; Элизабет, музыкальный вундеркинд семьи, играет на дорогой её сердцу виолончели. В глубине комнаты их брат стоит вполоборота; теннисную ракетку он сжимает в руке, как охотничий трофей, намекая на нетерпение, которое он, несомненно, испытывал, когда ему приходилось позировать для семейного портрета. Лицом к нему, сидя на широком подоконнике, мой дед, которого легко узнать по лысой голове… Ирландский художник Джон Лавери нарисовал эту домашнюю сцену в глубоких, светящихся красках, которые привлекают взгляд к центру, где стоит ребёнок в коротком лимонно-жёлтом платье. Её ноги, как у танцовщицы. Она наблюдает за игрой в шахматы, но художник поставил её вдали… Сёстры изображены на переднем плане, рядом, но Лавери отобразил её одиночество. Это моя мама. Ей восемь лет, она стоит, как юный воин в замке Чирк»— Miranda Seymour. In My Father's House: Elegy for an Obsessive Love
Из-за сложности композиции основной картины Лавери создал предварительно два изображения, по мнению искусствоведа, первоначально воспринимавшиеся как этюды, первое — младших детей, играющих в шахматы, и второе — картину, изображающую вторую дочь Говарда де Уолдена, Элизабет Скотт-Эллис (1914—1976), виолончелистку. Двадцать пять лет назад, когда картина «Виолончелистка» впервые оказалась у дилера из Дублина Патрика Ф. Брауна, было высказано ошибочное предположение, что героиня является дочерью самого художника (миссис Алис Гвинн) в детстве. Это мнение в настоящее время опровергнуто. Размер картины «Виолончелистка» — 51 на 34 сантиметров, она была продана на аукционе Sotheby's за 112 500 фунтов стерлингов 13 сентября 2016 года.
Техника исполнения «Шахматисток» — масляная живопись по холсту. Размер в раме — 1490 x 2170 x 110 миллиметров, размер полотна — 1232 x 1922 миллиметров. Картина принадлежит Галерее Тейт, Лондон, Великобритания, Инвентарный N 04544. Подпись на картине — «J. Lavery», а на обороте — «By John Lavery 5 Cromwell Place London S.W. The Chess Players 1929». Картина была куплена галереей Тейт у самого художника в 1930 году на средства «Фонда Чантри». В настоящее время картина предоставлена для демонстрации в экспозиции замка Чирк, в Рексеме, на севере Уэльса (NT 1171527).
Собрание картин (включая данные две) и фотографий, запечатлевших семью барона Говарда де Уолдена, экспонировалось на выставке в замке Чирк, который на протяжении почти 30 лет принадлежал ей.

Джон Лавери. Семья Говарда де Уолдена, 1929—1941
Джон Лавери. Виолончелистка, 1929

## Персонажи, изображённые на картине
Местом действия является интерьер гостиной в замке Чирк, в котором семья проживала с 1911 по 1946 годы.
Принято считать, что на картине представлены две дочери Томаса Эвелин Скотт-Эллиса, 8-го барона Говарда де Уолдена, 5-го барона Сифорда. Изображены две девочки-подростка, сидящие прямо на ковре, рядом с ними отброшенная в сторону раскрытая книга. Одежда девочек не выглажена, чулки небрежно приспущены, шахматные фигуры, снятые с доски, стоят и лежат в беспорядке рядом с доской. Принято отождествлять двух изображённых девочек с двумя младшими дочерьми Томаса Эвелин Скотта-Эллиса:
- Маргарет Ирен Генор Скотт-Эллис (англ. Margaret Irene Gaenor Scott-Ellis, родилась 2 июня 1919). Во время создания картины ей было 10 лет.
- Розмари Нест Скотт-Эллис (англ. Rosemary Nest Scott-Ellis, родилась 28 октября 1922[10]. Впоследствии (1 июня 1946 года) стала супругой Джорджа Фицроя Сеймура[англ.]. Её дочь стала достаточно известной писательницей — Мирандой Джейн Сеймур[англ.]. Во время создания картины ей было 7 лет[11].

Внучка барона, Миранда Сеймур, утверждает, что изображены Маргарет и Присцилла (другая дочь барона, родившаяся в 1916 году, а впоследствии ставшая супругой испанского писателя, актёра и политического деятеля Хосе Луиса Де Вильялонга)

## Шахматная позиция на картине
|   | a | b | c | d | e | f | g | h |   |
| - | --- | --- | --- | --- | --- | --- | --- | --- | - |
| 8 | h8 чёрный конь · g7 чёрный слон · h7 чёрная пешка · a6 белая ладья · f6 чёрная ладья · g6 чёрный король · d5 белый слон · h5 чёрная пешка · f4 белый ферзь · d3 белый король | h8 чёрный конь · g7 чёрный слон · h7 чёрная пешка · a6 белая ладья · f6 чёрная ладья · g6 чёрный король · d5 белый слон · h5 чёрная пешка · f4 белый ферзь · d3 белый король | h8 чёрный конь · g7 чёрный слон · h7 чёрная пешка · a6 белая ладья · f6 чёрная ладья · g6 чёрный король · d5 белый слон · h5 чёрная пешка · f4 белый ферзь · d3 белый король | h8 чёрный конь · g7 чёрный слон · h7 чёрная пешка · a6 белая ладья · f6 чёрная ладья · g6 чёрный король · d5 белый слон · h5 чёрная пешка · f4 белый ферзь · d3 белый король | h8 чёрный конь · g7 чёрный слон · h7 чёрная пешка · a6 белая ладья · f6 чёрная ладья · g6 чёрный король · d5 белый слон · h5 чёрная пешка · f4 белый ферзь · d3 белый король | h8 чёрный конь · g7 чёрный слон · h7 чёрная пешка · a6 белая ладья · f6 чёрная ладья · g6 чёрный король · d5 белый слон · h5 чёрная пешка · f4 белый ферзь · d3 белый король | h8 чёрный конь · g7 чёрный слон · h7 чёрная пешка · a6 белая ладья · f6 чёрная ладья · g6 чёрный король · d5 белый слон · h5 чёрная пешка · f4 белый ферзь · d3 белый король | h8 чёрный конь · g7 чёрный слон · h7 чёрная пешка · a6 белая ладья · f6 чёрная ладья · g6 чёрный король · d5 белый слон · h5 чёрная пешка · f4 белый ферзь · d3 белый король | 8 |
| 7 | h8 чёрный конь · g7 чёрный слон · h7 чёрная пешка · a6 белая ладья · f6 чёрная ладья · g6 чёрный король · d5 белый слон · h5 чёрная пешка · f4 белый ферзь · d3 белый король | h8 чёрный конь · g7 чёрный слон · h7 чёрная пешка · a6 белая ладья · f6 чёрная ладья · g6 чёрный король · d5 белый слон · h5 чёрная пешка · f4 белый ферзь · d3 белый король | h8 чёрный конь · g7 чёрный слон · h7 чёрная пешка · a6 белая ладья · f6 чёрная ладья · g6 чёрный король · d5 белый слон · h5 чёрная пешка · f4 белый ферзь · d3 белый король | h8 чёрный конь · g7 чёрный слон · h7 чёрная пешка · a6 белая ладья · f6 чёрная ладья · g6 чёрный король · d5 белый слон · h5 чёрная пешка · f4 белый ферзь · d3 белый король | h8 чёрный конь · g7 чёрный слон · h7 чёрная пешка · a6 белая ладья · f6 чёрная ладья · g6 чёрный король · d5 белый слон · h5 чёрная пешка · f4 белый ферзь · d3 белый король | h8 чёрный конь · g7 чёрный слон · h7 чёрная пешка · a6 белая ладья · f6 чёрная ладья · g6 чёрный король · d5 белый слон · h5 чёрная пешка · f4 белый ферзь · d3 белый король | h8 чёрный конь · g7 чёрный слон · h7 чёрная пешка · a6 белая ладья · f6 чёрная ладья · g6 чёрный король · d5 белый слон · h5 чёрная пешка · f4 белый ферзь · d3 белый король | h8 чёрный конь · g7 чёрный слон · h7 чёрная пешка · a6 белая ладья · f6 чёрная ладья · g6 чёрный король · d5 белый слон · h5 чёрная пешка · f4 белый ферзь · d3 белый король | 7 |
| 6 | h8 чёрный конь · g7 чёрный слон · h7 чёрная пешка · a6 белая ладья · f6 чёрная ладья · g6 чёрный король · d5 белый слон · h5 чёрная пешка · f4 белый ферзь · d3 белый король | h8 чёрный конь · g7 чёрный слон · h7 чёрная пешка · a6 белая ладья · f6 чёрная ладья · g6 чёрный король · d5 белый слон · h5 чёрная пешка · f4 белый ферзь · d3 белый король | h8 чёрный конь · g7 чёрный слон · h7 чёрная пешка · a6 белая ладья · f6 чёрная ладья · g6 чёрный король · d5 белый слон · h5 чёрная пешка · f4 белый ферзь · d3 белый король | h8 чёрный конь · g7 чёрный слон · h7 чёрная пешка · a6 белая ладья · f6 чёрная ладья · g6 чёрный король · d5 белый слон · h5 чёрная пешка · f4 белый ферзь · d3 белый король | h8 чёрный конь · g7 чёрный слон · h7 чёрная пешка · a6 белая ладья · f6 чёрная ладья · g6 чёрный король · d5 белый слон · h5 чёрная пешка · f4 белый ферзь · d3 белый король | h8 чёрный конь · g7 чёрный слон · h7 чёрная пешка · a6 белая ладья · f6 чёрная ладья · g6 чёрный король · d5 белый слон · h5 чёрная пешка · f4 белый ферзь · d3 белый король | h8 чёрный конь · g7 чёрный слон · h7 чёрная пешка · a6 белая ладья · f6 чёрная ладья · g6 чёрный король · d5 белый слон · h5 чёрная пешка · f4 белый ферзь · d3 белый король | h8 чёрный конь · g7 чёрный слон · h7 чёрная пешка · a6 белая ладья · f6 чёрная ладья · g6 чёрный король · d5 белый слон · h5 чёрная пешка · f4 белый ферзь · d3 белый король | 6 |
| 5 | h8 чёрный конь · g7 чёрный слон · h7 чёрная пешка · a6 белая ладья · f6 чёрная ладья · g6 чёрный король · d5 белый слон · h5 чёрная пешка · f4 белый ферзь · d3 белый король | h8 чёрный конь · g7 чёрный слон · h7 чёрная пешка · a6 белая ладья · f6 чёрная ладья · g6 чёрный король · d5 белый слон · h5 чёрная пешка · f4 белый ферзь · d3 белый король | h8 чёрный конь · g7 чёрный слон · h7 чёрная пешка · a6 белая ладья · f6 чёрная ладья · g6 чёрный король · d5 белый слон · h5 чёрная пешка · f4 белый ферзь · d3 белый король | h8 чёрный конь · g7 чёрный слон · h7 чёрная пешка · a6 белая ладья · f6 чёрная ладья · g6 чёрный король · d5 белый слон · h5 чёрная пешка · f4 белый ферзь · d3 белый король | h8 чёрный конь · g7 чёрный слон · h7 чёрная пешка · a6 белая ладья · f6 чёрная ладья · g6 чёрный король · d5 белый слон · h5 чёрная пешка · f4 белый ферзь · d3 белый король | h8 чёрный конь · g7 чёрный слон · h7 чёрная пешка · a6 белая ладья · f6 чёрная ладья · g6 чёрный король · d5 белый слон · h5 чёрная пешка · f4 белый ферзь · d3 белый король | h8 чёрный конь · g7 чёрный слон · h7 чёрная пешка · a6 белая ладья · f6 чёрная ладья · g6 чёрный король · d5 белый слон · h5 чёрная пешка · f4 белый ферзь · d3 белый король | h8 чёрный конь · g7 чёрный слон · h7 чёрная пешка · a6 белая ладья · f6 чёрная ладья · g6 чёрный король · d5 белый слон · h5 чёрная пешка · f4 белый ферзь · d3 белый король | 5 |
| 4 | h8 чёрный конь · g7 чёрный слон · h7 чёрная пешка · a6 белая ладья · f6 чёрная ладья · g6 чёрный король · d5 белый слон · h5 чёрная пешка · f4 белый ферзь · d3 белый король | h8 чёрный конь · g7 чёрный слон · h7 чёрная пешка · a6 белая ладья · f6 чёрная ладья · g6 чёрный король · d5 белый слон · h5 чёрная пешка · f4 белый ферзь · d3 белый король | h8 чёрный конь · g7 чёрный слон · h7 чёрная пешка · a6 белая ладья · f6 чёрная ладья · g6 чёрный король · d5 белый слон · h5 чёрная пешка · f4 белый ферзь · d3 белый король | h8 чёрный конь · g7 чёрный слон · h7 чёрная пешка · a6 белая ладья · f6 чёрная ладья · g6 чёрный король · d5 белый слон · h5 чёрная пешка · f4 белый ферзь · d3 белый король | h8 чёрный конь · g7 чёрный слон · h7 чёрная пешка · a6 белая ладья · f6 чёрная ладья · g6 чёрный король · d5 белый слон · h5 чёрная пешка · f4 белый ферзь · d3 белый король | h8 чёрный конь · g7 чёрный слон · h7 чёрная пешка · a6 белая ладья · f6 чёрная ладья · g6 чёрный король · d5 белый слон · h5 чёрная пешка · f4 белый ферзь · d3 белый король | h8 чёрный конь · g7 чёрный слон · h7 чёрная пешка · a6 белая ладья · f6 чёрная ладья · g6 чёрный король · d5 белый слон · h5 чёрная пешка · f4 белый ферзь · d3 белый король | h8 чёрный конь · g7 чёрный слон · h7 чёрная пешка · a6 белая ладья · f6 чёрная ладья · g6 чёрный король · d5 белый слон · h5 чёрная пешка · f4 белый ферзь · d3 белый король | 4 |
| 3 | h8 чёрный конь · g7 чёрный слон · h7 чёрная пешка · a6 белая ладья · f6 чёрная ладья · g6 чёрный король · d5 белый слон · h5 чёрная пешка · f4 белый ферзь · d3 белый король | h8 чёрный конь · g7 чёрный слон · h7 чёрная пешка · a6 белая ладья · f6 чёрная ладья · g6 чёрный король · d5 белый слон · h5 чёрная пешка · f4 белый ферзь · d3 белый король | h8 чёрный конь · g7 чёрный слон · h7 чёрная пешка · a6 белая ладья · f6 чёрная ладья · g6 чёрный король · d5 белый слон · h5 чёрная пешка · f4 белый ферзь · d3 белый король | h8 чёрный конь · g7 чёрный слон · h7 чёрная пешка · a6 белая ладья · f6 чёрная ладья · g6 чёрный король · d5 белый слон · h5 чёрная пешка · f4 белый ферзь · d3 белый король | h8 чёрный конь · g7 чёрный слон · h7 чёрная пешка · a6 белая ладья · f6 чёрная ладья · g6 чёрный король · d5 белый слон · h5 чёрная пешка · f4 белый ферзь · d3 белый король | h8 чёрный конь · g7 чёрный слон · h7 чёрная пешка · a6 белая ладья · f6 чёрная ладья · g6 чёрный король · d5 белый слон · h5 чёрная пешка · f4 белый ферзь · d3 белый король | h8 чёрный конь · g7 чёрный слон · h7 чёрная пешка · a6 белая ладья · f6 чёрная ладья · g6 чёрный король · d5 белый слон · h5 чёрная пешка · f4 белый ферзь · d3 белый король | h8 чёрный конь · g7 чёрный слон · h7 чёрная пешка · a6 белая ладья · f6 чёрная ладья · g6 чёрный король · d5 белый слон · h5 чёрная пешка · f4 белый ферзь · d3 белый король | 3 |
| 2 | h8 чёрный конь · g7 чёрный слон · h7 чёрная пешка · a6 белая ладья · f6 чёрная ладья · g6 чёрный король · d5 белый слон · h5 чёрная пешка · f4 белый ферзь · d3 белый король | h8 чёрный конь · g7 чёрный слон · h7 чёрная пешка · a6 белая ладья · f6 чёрная ладья · g6 чёрный король · d5 белый слон · h5 чёрная пешка · f4 белый ферзь · d3 белый король | h8 чёрный конь · g7 чёрный слон · h7 чёрная пешка · a6 белая ладья · f6 чёрная ладья · g6 чёрный король · d5 белый слон · h5 чёрная пешка · f4 белый ферзь · d3 белый король | h8 чёрный конь · g7 чёрный слон · h7 чёрная пешка · a6 белая ладья · f6 чёрная ладья · g6 чёрный король · d5 белый слон · h5 чёрная пешка · f4 белый ферзь · d3 белый король | h8 чёрный конь · g7 чёрный слон · h7 чёрная пешка · a6 белая ладья · f6 чёрная ладья · g6 чёрный король · d5 белый слон · h5 чёрная пешка · f4 белый ферзь · d3 белый король | h8 чёрный конь · g7 чёрный слон · h7 чёрная пешка · a6 белая ладья · f6 чёрная ладья · g6 чёрный король · d5 белый слон · h5 чёрная пешка · f4 белый ферзь · d3 белый король | h8 чёрный конь · g7 чёрный слон · h7 чёрная пешка · a6 белая ладья · f6 чёрная ладья · g6 чёрный король · d5 белый слон · h5 чёрная пешка · f4 белый ферзь · d3 белый король | h8 чёрный конь · g7 чёрный слон · h7 чёрная пешка · a6 белая ладья · f6 чёрная ладья · g6 чёрный король · d5 белый слон · h5 чёрная пешка · f4 белый ферзь · d3 белый король | 2 |
| 1 | h8 чёрный конь · g7 чёрный слон · h7 чёрная пешка · a6 белая ладья · f6 чёрная ладья · g6 чёрный король · d5 белый слон · h5 чёрная пешка · f4 белый ферзь · d3 белый король | h8 чёрный конь · g7 чёрный слон · h7 чёрная пешка · a6 белая ладья · f6 чёрная ладья · g6 чёрный король · d5 белый слон · h5 чёрная пешка · f4 белый ферзь · d3 белый король | h8 чёрный конь · g7 чёрный слон · h7 чёрная пешка · a6 белая ладья · f6 чёрная ладья · g6 чёрный король · d5 белый слон · h5 чёрная пешка · f4 белый ферзь · d3 белый король | h8 чёрный конь · g7 чёрный слон · h7 чёрная пешка · a6 белая ладья · f6 чёрная ладья · g6 чёрный король · d5 белый слон · h5 чёрная пешка · f4 белый ферзь · d3 белый король | h8 чёрный конь · g7 чёрный слон · h7 чёрная пешка · a6 белая ладья · f6 чёрная ладья · g6 чёрный король · d5 белый слон · h5 чёрная пешка · f4 белый ферзь · d3 белый король | h8 чёрный конь · g7 чёрный слон · h7 чёрная пешка · a6 белая ладья · f6 чёрная ладья · g6 чёрный король · d5 белый слон · h5 чёрная пешка · f4 белый ферзь · d3 белый король | h8 чёрный конь · g7 чёрный слон · h7 чёрная пешка · a6 белая ладья · f6 чёрная ладья · g6 чёрный король · d5 белый слон · h5 чёрная пешка · f4 белый ферзь · d3 белый король | h8 чёрный конь · g7 чёрный слон · h7 чёрная пешка · a6 белая ладья · f6 чёрная ладья · g6 чёрный король · d5 белый слон · h5 чёрная пешка · f4 белый ферзь · d3 белый король | 1 |
|   | a | b | c | d | e | f | g | h |   |

Греческий искусствовед Николас Сфикас реконструировал позицию, которая стоит на доске, и дал её интерпретацию. По его мнению, художник предлагает зрителю две логические задачи: А) какая чёрная фигура скрывается за чёрным королём на g6 (она едва видна, в данном случае это — ладья), Б) как должна развиваться сама партия. По мнению Сфикаса, на доске может быть поставлен достаточно изящный мат в два хода. После хода белых королём (например, 1. Кре2…) неудачный ответ чёрных приводит к мату следующим ходом:
- 1. … Л:a6, 2. Ce4x
- 1. … Kf7, 2. Ce4x
- 1. … Cf8, 2. Ф:f6x, однако такие ходы, как 1. … h6 или 1. … h4 могут продлить сопротивление чёрных[12]